# Wermland Pride
Wermland Pride är en ideell förening med sitt säte i Värmland. Föreningen anordnar i huvudsak den årliga Pridefestivalen i Karlstad.
Wermland Prides stadgar dikterar föreningens syfte som följer: Arrangemanget Karlstad Pride skall av föreningen anordnas årligen. Det ska innehålla en Prideparad. Evenemanget ska vara öppet för alla som ställer sig bakom föreningens vision och värdegrund. Arrangemanget skall även erbjuda queerkultur och HBTQ+-politisk diskussion. 
Under Covid-19 pandemin har däremot Prideparaden bortfallit av smittskyddsskäl, istället har föreningen anordnat livesändningar med bl.a. livemusik och föreläsningar. 